# Angolo Terme
Angolo Terme är en ort och kommun i provinsen Brescia i regionen Lombardiet i Italien. Kommunen hade 2 362 invånare (2018).